# Malthinus caucasicus
Malthinus caucasicus es una especie de coleóptero de la familia Cantharidae.

## Distribución geográfica
Habita en los territorios que antes se llamaban Unión Soviética.